# Manuel Castells
Manuel Castells Oliván (Hellín, Albacete, 9 de febrero de 1942) es un sociólogo y profesor universitario español, que ejerció como ministro de Universidades entre enero de 2020 y diciembre de 2021.
Es académico de la Real Academia de Ciencias Económicas y Financieras, de la Academia Británica, de la Academia de Ciencias Políticas y Sociales de Estados Unidos, de la Academia Mexicana de Ciencias y de la Academia Europea. Según el Social Sciences Citation Index 2000-2017, es el sexto académico del ámbito de las ciencias sociales más citado del mundo y el erudito en comunicación más citado del mundo.
Fue galardonado en 2012 con el Premio Holberg por haber «dado forma a nuestra comprensión de la dinámica política de las economías urbanas y globales en la sociedad red». En 2013 fue galardonado con el Premio Balzan de Sociología. Está especialmente asociado con la investigación en sociedad de la información, comunicación y globalización.

## Biografía
Nació en Hellín (Albacete), donde sus padres eran funcionarios de Hacienda, el 9 de febrero de 1942. Está casado, tiene una hija y dos nietos. Estudió Derecho y Económicas en la Universidad de Barcelona desde 1958 hasta que, por sus disensiones con la dictadura de Francisco Franco, se exilió en 1962, radicando en París, donde estudió sociología con Alain Touraine. A los 24 años se convirtió en el profesor más joven de la Universidad de París. Fue en sus clases donde Daniel Cohn-Bendit y otros estudiantes apoyaron las protestas de mayo de 1968, hecho por el cual la Universidad lo despidió. Se trasladó después a Estados Unidos, donde se enfocó en el desarrollo de tecnologías de la información y su impacto social.
Fue coordinador del Proyecto Internet Catalunya (2001 a 2007).
Es catedrático de Sociología en la Universidad Abierta de Cataluña, en Barcelona. También es University Professor y catedrático titular de la Cátedra Wallis Annenberg de Tecnología de Comunicación y Sociedad de la Escuela Annenberg de Comunicación, de la Universidad of Southern California, en Los Ángeles; Catedrático Emérito de Sociología y de Planeamiento Urbano y Regional en la Universidad de California en Berkeley, donde enseñó durante 24 años; Fellow of St. John’s College de la Universidad de Cambridge y titular de la Cátedra Network Society en el Collège d’Études Mondiales, París. 
Ha sido profesor visitante en numerosas universidades de todo el mundo y profesor invitado en cientos de instituciones académicas y profesionales en 45 países. Entre ellas en el Instituto Tecnológico de Massachusetts (2004-2009), en la Universidad de Oxford (2007-2010), en la Universidad de Santa Clara (2008-2010) y en la Universidad de Cambridge (2012-2014). Desde 2011 fue investigador visitante permanente del Instituto Stellenbosch para Estudios Avanzados, en Sudáfrica.
Ha recibido doctorados honoríficos de universidades de Europa, América del Norte, América Latina y Asia, además de varias cátedras honoríficas y medallas universitarias. Es Académico Numerario de la Real Academia de Ciencias Económicas y Financieras, académico de la Academia Europea, de la Academia Británica, de la Academia Mexicana de Ciencias y de la Academia Americana de Ciencias Políticas y Sociales. Desde su fundación, ha sido presidente del Consejo Académico de Next International Business School, escuela de negocios con sede en Madrid. En 2015, el Colegio de Economistas de Cataluña lo distinguió como colegiado de honor.

## Teoría
En la década de 1970, Castells desempeñó un papel principal en el desarrollo de una sociología urbana marxista. Enfatizó el papel de los movimientos sociales en la conflictiva transformación del paisaje urbano. Introdujo el concepto de «consumo colectivo» (transporte público, vivienda pública, etc…) como marco de un amplio abanico de luchas sociales, trasladadas del campo económico al político por la intervención del Estado. Abandonando las rigideces del marxismo a principios de los años 80, empezó a concentrarse en el papel de las nuevas tecnologías en la reestructuración de la economía. En 1989 introdujo el concepto de «espacio de los flujos», los componentes materiales e inmateriales de las redes globales de información mediante los cuales la economía se coordinaba de una forma creciente, en tiempo real, a través de las distancias.
En la década de los 90, combinó ambas líneas de su investigación en un voluminoso estudio, La era de la información, que se publicó como una trilogía entre 1996 y 1998. En respuesta a la crítica acogida de dicho trabajo en un largo número de multitudinarios seminarios celebrados en universidades de todo el mundo, se publicó una segunda edición de la obra en el año 2000.
El análisis de Castells se desarrolla a lo largo de tres dimensiones básicas: producción, poder y experiencia. Con ello pone énfasis en que la organización de la economía, del Estado y sus instituciones, las formas de significación en sus vidas que crean las personas mediante la acción colectiva, son fuentes irreductibles de dinámicas sociales. Han de ser entendidas en sus propios términos, así como en relación con las demás. Al aplicar dicho análisis al desarrollo de Internet, Castells enfatiza los papeles del Estado (en lo militar y académico), movimientos sociales (hackers y activistas sociales) y empresas en el moldeado de la infraestructura en relación con sus (conflictivas) agendas.

### Globalización y era de la información
En los últimos treinta años ha llevado a cabo investigaciones en la que relaciona la evolución económica y las transformaciones políticas, sociales y culturales en el marco de una teoría integral de la información. Los resultados de su trabajo se recogen en la trilogía La era de la información, traducida a varios idiomas, así como una sucesión de investigaciones y publicaciones posteriores.
En palabras de Manuel Castells, La era de la Información es nuestra era:

Es un periodo histórico caracterizado por una revolución tecnológica centrada en las tecnologías digitales de información y comunicación, concomitante, pero no causante, con la emergencia de una estructura social en red, en todos los ámbitos de la actividad humana, y con la interdependencia global de dicha actividad. Es un proceso de transformación multidimensional que es a la vez incluyente y excluyente en función de los valores e intereses dominantes en cada proceso, en cada país y en cada organización social. Como todo proceso de transformación histórica, la era de la información no determina un curso único de la historia humana. Sus consecuencias, sus características dependen del poder de quienes se benefician en cada una de las múltiples opciones que se presentan a la voluntad humana.

El sociólogo establece una distinción analítica entre nociones de «sociedad de la información» y «sociedad informacional», con implicaciones similares para la economía de la información/informacional. El término sociedad de la información destaca el papel de esta última en la sociedad. Pero sostiene que la información, entendida como comunicación del conocimiento, siempre ha sido fundamental para cualquier sociedad, incluida la Europa medieval, que estaba culturalmente organizada y en cierta medida unificada en torno al escolasticismo, esto es, a un marco intelectual.
En contraste, el término informacional denota el atributo de una forma específica de organización social en la que la generación, el procesamiento y la transmisión de la información se convierten en las fuentes fundamentales de la productividad y el poder, gracias a las nuevas condiciones tecnológicas que surgen a caballo de los siglos XX y XXI. La terminología de Castells trata de establecer un paralelismo con la distinción entre industria e industrial. Una sociedad industrial (como noción habitual en la tradición sociológica) no es solamente una sociedad en la que hay industria, sino aquella en la que las formas sociales y tecnológicas de la organización industrial impregnan todas las esferas de la actividad, comenzando con las dominantes y alcanzando los objetos y hábitos de la vida cotidiana. La utilización que Castells hace de los términos sociedad informacional y economía informacional intenta caracterizar de modo más preciso las transformaciones actuales, más allá de la mera observación de que la información y el conocimiento son fundamentales para nuestras sociedades actuales. Para determinar el contenido real de “sociedad informacional” ha de recurrirse a la observación y el análisis.
Entendiendo los modos de desarrollo tecnológico como los mecanismos mediante los cuales el trabajo actúa sobre la materia para generar producto, cada modo de desarrollo se define según el elemento que es fundamental para fomentar la productividad en el proceso de producción. Así, en el modo de desarrollo agrario, la fuente del aumento del excedente es el resultado del incremento cuantitativo de mano de obra y recursos naturales (sobre todo tierra cultivable) en el proceso de producción, así como de la dotación natural de esos recursos. En el modo de producción industrial, la principal fuente de productividad es la introducción de nuevas fuentes de energía y su disponibilidad para ser usada en la producción y los procesos de circulación.
En el nuevo modo de desarrollo informacional, la fuente de la productividad estriba en la tecnología de la generación de conocimiento, el procesamiento de la información y la comunicación de símbolos. Sin duda, el conocimiento y la información son elementos decisivos en todos los modos de desarrollo, ya que el proceso de producción siempre se basa sobre cierto grado de conocimiento y en el procesamiento de la información. Sin embargo lo que es específico del modo de desarrollo informacional es la acción del conocimiento sobre sí mismo como principal fuente de productividad. En el nuevo modo de desarrollo informacional la fuente de la productividad estriba en la tecnología del conocimiento, el procesamiento de la información y la comunicación de símbolos.

### La sociedad de la información y el estado del bienestar
Conjuntamente con Pekka Himanen, Castells ha publicado un análisis de caso de sus teorías en el libro «La sociedad de la información y el estado del bienestar». El caso de Finlandia se presenta como ejemplo exitoso de inserción en un mundo globalizado de la mano del desarrollo de la sociedad de la información, manteniendo el contrato social entre el estado y la sociedad con su población y una distribución de esos beneficios de forma bastante homogénea. Así pues, demuestran cómo, en contraposición a Estados Unidos, la globalización de su economía no se traduce en una desigualdad social que se refleja en el aumento de la marginalidad de los individuos más desprotegidos por el estado. En la metamorfosis finlandesa, se demuestran como elementos clave: la identidad ciudadana finlandesa reforzada por el informacionalismo, la habilidad del estado para conjugar el desarrollo de esa identidad mediante la promoción de la sociedad de la información y sus sinergias con los sectores privado y público así como entre estos últimos. En un mundo de flujos globales de salud, poder e imágenes, la búsqueda de la identidad colectiva o individual, asignada o construida, se vuelve la fuente fundamental de sentido social, escribe. Como consecuencia de la prevalencia actual de la tecnología de la información, en el mundo se está abriendo una brecha entre una tecno-élite globalmente conectada,  y las identidades comunitarias, atrincheradas en lo local. Castells destaca la importancia del moderno proceso de localización a la par de globalización. Castells visualiza un siglo XXI en el cual las identidades serán absorbidas en la red, o excluidas de ella, como se ha hecho con algunas tribus indígenas en reservas. Esas serán, sostiene, las batallas culturales del siglo XXI.

### Informacionalismo y sociedad red
El informacionalismo es un paradigma tecnológico. Concierne a la tecnología, no a la organización social ni a las instituciones. El informacionalismo proporciona la base para un determinado tipo de estructura social que denomina sociedad red. Sin el informacionalismo, la sociedad red no podría existir, pero esta nueva estructura social no es producto del informacionalismo, sino de un patrón más amplio de evolución social.

## La sociedad de la información y sus contradicciones
En 1995, se celebraba la reunión del Grupo de los Siete (G-7) en Bruselas, centrándose en único tema: la sociedad de la información. En la agenda, las principales cuestiones giraron en torno a las condiciones tecnológicas y legales para la construcción de las denominadas autopistas de la información; el establecimiento de mecanismos de seguridad en los circuitos electrónicos; la evaluación de los posibles efectos sobre el empleo; la regulación internacional de los nuevos medios de comunicación; los problemas planteados por las nuevas tecnologías para la privacidad de los ciudadanos, y la cooperación internacional en materia tecnológica, entre otros. Entonces, Castells decía lo siguiente:

La difusión y desarrollo de ese sistema tecnológico ha cambiado la base material de nuestras vidas, por tanto la vida misma, en todos sus aspectos: en cómo producimos, cómo y en qué trabajamos, cómo y qué consumimos, cómo nos educamos, cómo nos informamos-entretenemos, cómo vendemos, cómo nos arruinamos, cómo gobernamos, cómo hacemos la guerra y la paz, cómo nacemos y cómo morimos, y quién manda, quién se enriquece, quién explota, quién sufre y quién se margina. Las nuevas tecnologías de información no determinan lo que pasa en la sociedad, pero cambian tan profundamente las reglas del juego que debemos aprender de nuevo, colectivamente, cuál es nuestra nueva realidad, o sufriremos, individualmente, el control de los pocos (países o personas) que conozcan los códigos de acceso a las fuentes de saber y poder.

Al referirse a las connotaciones económicas y globales —y sus contradicciones con lo local— Castells afirmaba:

La economía de la sociedad de la información es global. Pero no todo es global, sino las actividades estratégicamente decisivas: el capital que circula sin cesar en los circuitos electrónicos, la información comercial, las tecnologías más avanzadas, las mercancías competitivas en los mercados mundiales, y los altos ejecutivos y tecnólogos. Al mismo tiempo, la mayoría de la gente sigue siendo local, de su país, de su barrio, y esta diferencia fundamental entre la globalidad de la riqueza y el poder y la localidad de la experiencia personal crea un abismo de comprensión entre personas, empresas e instituciones.

Castells resaltaba, por una parte los cambios introducidos -de forma inexorable, ligados al avance de la tecnologías de la información y la comunicación- así como el enorme potencial de transformación del nuevo paradigma socioeconómico que empezaba a apreciarse con más claridad. En la mencionada reunión del G-7 —los países de las economías más avanzadas del mundo— que tenía lugar esos días, el sociólogo escribía de forma crítica:

Por ello es a la vez la sociedad de las proezas tecnológicas y médicas y de la marginación de amplios sectores de la población, irrelevantes para el nuevo sistema, […] por ello no podemos desarrollar su dimensión creativa y escapar a sus efectos potencialmente devastadores sin afrontar colectivamente quiénes somos y qué queremos. Lo que tal vez el Grupo de los Siete debiera plantearse es cómo reequilibrar nuestro superdesarrollo tecnológico y nuestro subdesarrollo social.

## Actividad política
En los años 60 del siglo XX militó,  junto con Pascual Maragall, Isidre Molas y otros estudiantes, en el Front Obrer de Catalunya (FOC), que fue uno de los núcleos que en democracia formaron el Partido Socialista de Cataluña (PSC). Se exilió en 1962 y luego fue expulsado de Francia por su participación en el movimiento de Mayo del 68. En las décadas posteriores, en los 80 y los 90, fue también miembro del Comité Federal del PSOE.
Manuel Castells colaboró con la Comisión Sociedad de la Información de Ciudadanos Expertos Independientes del Partido X.
Se ha implicado más profundamente en la vida política española, siendo nombrado Ministro de Universidades del gobierno de coalición dirigido por Pedro Sánchez, el 14 de enero de 2020. Fue elegido por Unidas Podemos para ser uno de los cinco representantes de este partido en el seno de la coalición PSOE-Unidas Podemos, que gobernaba a España desde que fue investida, el 7 de enero de 2020.
Entre los planes más ambiciosos como ministro de universidades estaba el denominado "Unidigital" que con un presupuesto de 142 millones de euros impulsa la digitalización de las universidades públicas españolas.
El 16 de diciembre de 2021, comunicó su intención de abandonar el Gobierno. Cesó el 20 de diciembre, siendo sustituido por Joan Subirats Humet.
En junio de 2024 se integró en el Consejo Asesor Internacional de Inteligencia Artificial de España, como su presidente.

## Identidad catalana
A pesar de haber nacido en la actual Castilla–La Mancha, Castells se considera a sí mismo catalán tras haber pasado años críticos de su adolescencia en Barcelona, y porque la matriz original de la familia de su padre proviene de Barcelona. En 2003 se refiere a sí mismo como nacionalista catalán, aunque no separatista, y no apoya a partidos nacionalistas; en cambio, apoyaba al Partido de los Socialistas de Cataluña, que es federalista. Posteriormente se alineó con En Comú Podem a quien representa en el Gobierno de España, presidido por Sánchez. En 2024, en vistas a las elecciones al Parlamento de Cataluña de 2024, se posicionó abiertamente a favor de la candidatura de Salvador Illa, alabando su honestidad y afirmando que la única vía del reencuentro entre catalanes pasaba por un tripartito entre el PSC, Comuns Sumar y Esquerra Republicana de Cataluña.

## Distinciones y premios
- 1982: Beca Guggenheim.[23]
- 1983: Premio C. Wright Mills de la Sociedad Americana para el Estudio de los Problemas Sociales.[24]
- 1988: Premio Robert y Helen Lynd de la American Sociological Association.[25]
- 2002: Orden del León de Finlandia.
- 2002: Orden de Artes y Letras del Gobierno francés.
- 2004: Premio Ithiel de Sola Pool de la Asociación Americana de Ciencia Política.[26]
- 2006: Orden de Santiago del presidente de Portugal.
- 2006: Cruz de Sant Jordi del Gobierno de Cataluña.[27]
- 2005: Orden Gabriela Mistral del presidente de Chile.
- 2007: Premio Grupo Compostela.
- 2008: Premio Nacional de Sociología y Ciencia Política de España.[28]
- 2011: Medalla Erasmus de la Academia Europæa.[29]
- 2012: Premio Holberg del gobierno de Noruega.
- 2012: Doctor honoris causa por la Universidad de Guadalajara.[30]
- 2013: Premio Balzan de Sociología.
- 2014: Premio Eulalio Ferrer.
- 2014: Premio Internacional CGLU-Ciudad de México-Cultura 21.[4]
- 2015: Distinción de colegiado de honor del Col·legi d'Economistes de Catalunya.
- 2017: Doctor honoris causa por la Universidad de Cambridge.
- 2021: Caballero Gran Cruz de la Real Orden de Carlos III[31]
- 2022: Doctor honoris causa por la Universidad Nacional Autónoma de México.

## Obras
Manuel Castells es autor de 26 libros, incluida la trilogía La era de la información: economía, sociedad y cultura, 1996-2003, traducida a 23 lenguas.

### Libros
Los libros de los que Manuel Castells es autor principal son:
- Problemas de investigación en sociología urbana. Madrid-México: siglo XXI. 1971.
- La cuestión urbana. España: Siglo XXI Editores, S.A. Publicado originalmente en francés en 1972 (La Question Urbaine). Primera edición en español, 1974.
- Castells, Manuel et al. (1973). Imperialismo y urbanización en América Latina. Barcelona: Gustavo Gili.
- Monopolville. L'entreprise, l'etat, l'urbain. París: Mouton. 1974.
- Nuevas perspectivas críticas en educación. Barcelona: Paidós. 1994.
- La ciudad informacional. Tecnologías de la Información, reestructuración económica y el proceso urbano-regional. Madrid: Alianza Editorial. 1995.
- Local y global. La gestión de las ciudades en la era de la información. Madrid: Taurus. 1997. (en colaboración con J. Borja).
- La transformación del trabajo. Barcelona: Los Libros de la Factoría. 1999. (en colaboración con G. Esping-Andersen).
- La Era de la Información. Vol. I: La Sociedad Red. México, Distrito Federal: siglo XXI Editores. 2002.
- La Era de la Información. Vol. II: El poder de la identidad. México, Distrito Federal: siglo XXI Editores. 2001.
- La Era de la Información. Vol. III: Fin de Milenio. México, Distrito Federal:siglo XXI Editores. 2001.
- La Galaxia Internet. Reflexiones sobre Internet, empresa y sociedad. Madrid: Areté. 2001.
- The Information Age: Economy, Society and Culture. Vol. I: The Rise of the Network Society. Second Edition. Oxford, UK: Blackwell Publishing. 2002.
- El estado del bienestar y la sociedad de la información. El modelo finlandés. Madrid: Alianza Editorial. 2002. (en colaboración con P. Himanen).
- Guerra y Paz en el siglo XXI. Una perspectiva europea'. Barcelona: Tusquets. 2003. (en colaboración con N. Serra).
- Conversations with Manuel Castells. Cambridge, UK: Polity. 2003. (en colaboración con M. Ince).
- La Sociedad Red. Alianza Editorial, 2006.
- Comunicación y Poder. Alianza Editorial, 2009./ Siglo XXI Editores, 1a ed. 2012.
- Redes de indignación y esperanza. Los movimientos sociales en la era de Internet. Alianza Editorial, 2012.
- Reconceptualizing Development in the Global Information Age. Oxford University Press, 2014. (en colaboración con Pekka Himanen).
- Ruptura. La crisis de la democracia liberal. Alianza Editorial, 2018.
- Movimientos sociales urbanos. México: Siglo XXI Editores. 1974
- Capital multinacional, estados nacionales, comunidades locales. México: Siglo XXI Editores, 1981.

### Artículos
- 2021 Nuestra universidad. Revista de prensa.[32]